# レニン・アンジオテンシン・アルドステロン系
レニン・アンジオテンシン・アルドステロン系(英語: Renin-Angiotensin-Aldosterone System, RAAS)とは、血圧や細胞外容量の調節に関わるホルモン系の総称。レニン-アンギオテンシン-アルドステロン系と呼ばれることもある。
血圧低下や腎臓の循環血液量の低下に伴って、活性化される。

レニン-アンジオテンシン-アルドステロン系のフィードバック機構

レニン-アンジオテンシン-アルドステロン系

## 機序
1. Naおよびそれに伴う水分の喪失で循環血流量が減少すると、腎臓の傍糸球体装置が血圧低下を感知し、傍糸球体細胞から分泌されるタンパク質分解酵素であるレニンを血液中に分泌する。
2. レニンは、肝臓や肥大化脂肪細胞から分泌されるアンジオテンシノゲンを一部分解してアンジオテンシンIに変換する[2]。
3. アンジオテンシンIは、肺毛細血管に存在するアンジオテンシン変換酵素(ACE)によってアンジオテンシンIIに変換される。
4. アンジオテンシンIIは、血管の緊張を上げ、交感神経系を刺激して心拍出量を増加させることにより血圧を維持する。
5. アンジオテンシンIIは、副腎皮質球状帯に作用して、ナトリウムの再吸収を促進するアルドステロンの分泌を促進する[3]。アルドステロンは尿細管に作用してナトリウムおよび水を再吸収すると共にカリウムの再吸収を抑制し、ホメオスタシスを維持させる。
6. アンジオテンシンIIは、脳下垂体に作用し利尿を抑える抗利尿ホルモンのバソプレッシン(ADH)の分泌を促進[4]。
7. アンジオテンシンIIは、アミノペプチダーゼによってアンジオテンシンIIIに変換される。
8. これらの作用により、Naおよびそれに伴う水分喪失による循環血流量の減少で重要臓器が機能不全に陥るのを防ぐ機能であり、Naやそれに伴う水分の不足をきたしやすい陸生生物で特に発達した機構である。

## 生体への作用
血圧上昇アンジオテンシンII、III、バソプレッシンの血管収縮作用による。
Na再吸収の増加アンジオテンシンII、アルドステロンによって尿細管でNa+，Cl-再吸収が亢進。
水分再吸収の増加バソプレッシンによって集合管でH2O再吸収が亢進。

## 臨床意義
レニン-アンジオテンシン-アルドステロン系が活性化されると、さまざまな昇圧物質が分泌される。この系の亢進は、高血圧の原因の1つである。
- アンジオテンシン変換酵素阻害薬（ACE阻害薬，ACE-I)は、アンジオテンシンII、IIIの産生を抑制し血圧上昇を抑制するため，高血圧の治療に用いられている。
- アンジオテンシンII受容体をブロックするアンジオテンシン受容体ブロッカー（ARBs）も、血圧上昇を抑制するため、高血圧の治療に用いられている。
- アリスキレンは、レニンの作用を直接阻害するとして、注目されている。
- レニン-アンジオテンシンーアルドステロン系は塩分とそれに伴う水分の喪失により腎臓血流量が低下した場合に循環血流量を確保し重要臓器の機能を保持するためにおもに陸生哺乳類で進化した系統である。したがって、現代人のように塩分が過多の状況ではレニンおよびアンジオテンシンIIの分泌は抑制されている。

- 従って、塩分過多の高血圧症例ではアンジオテンシンII変換酵素阻害剤（ACE阻害剤）やアンジオテンシンIIレセプターブロッカー（ARB)による降圧効果は十分でない。このため、現時点の本態性高血圧の治療は、依然として塩分制限が中心であり、ARBにカルシウム拮抗剤や利尿剤とARBを組み合わせた配合錠が広く使われるようになっている。

- レニン-アンジオテンシン-アルドステロン系はNaおよび水分の喪失時に重要臓器の血流を確保して臓器を保護するための機構であることから、原理的にはこの系を遮断しても臓器保護作用があるとは考えにくい。現在、多くのメタアナリシスではARBに伴う臓器保護作用は単に一般的な血圧降下作用によるもので、カルシウム拮抗剤や利尿剤と同じ効果によると考えられるようになった。特にバルサルタンに関してはバルサルタン事件の解析で臓器保護作用は完全に否定されている。

- 厳しいコンプライアンスが要求される最近の試験ではアンジオテンシン変換酵素阻害薬のいわゆる「降圧効果を超えた臓器保護作用」に否定的データが提出されるようになった。バルサルタンには心・脳血管保護作用があるとする論文は捏造であることが判明し撤回された[5]。NAVIGATOR試験ではバルサルタンの心血管イベント抑制効果は認められなかった[6]。

ONTARGET試験ではACE阻害剤に加えたテルミサルタンは心イベントを増加し、TRANSCEND試験ではテルミサルタンはプラセーボより心血管イベントを増加させた。 I-PRESERVE試験では、拡張性心不全患者においてイルベサルタンの上乗せ効果は認められなかった。CASE-J試験では、心血管イベントの発生率はカンデサルタン群とアムロジピン群で有意差は無かったが、武田薬品は説明用スライドで不正を行ったことを認め陳謝した。OSCAR試験では、オルメサルタンを追加よりCa拮抗薬追加の方が心血管イベントが減少した。ADVANCED-J試験では、ARBで降圧効果が十分でなかった症例にARB追加群よりアムロジピン追加群の方が腎保護効果が強かった。
腎保護作用については、腎臓の輸出細動脈を拡張し、糸球体内圧を下げることによる直接的な腎保護作用があるとされていたが、現時点のメタアナリシスでは否定されている。

## その他
- アンジオテンシン変換酵素(ACE)は、キニン-カリクレイン系ではキニナーゼIIと呼ばれており、キニンの分解に関与する。
- アンジオテンシンI→アンジオテンシンIIへと変換する酵素にはACEの他にキマーゼやカテプシンGがある。